# Aeropuerto Internacional de Herat
El Aeropuerto Internacional de Herat (IATA: HEA, OACI: OAHR) está situado a 15 kilómetros al sur de la ciudad de Herat, en la carretera AH1-Kandahar-Herat que une esta ciudad  y próximo a la localidad de Guzara.
El aeropuerto se construyó en la década de los 50 con ayuda estadounidense. Durante la Guerra en Afganistán de 2001 fue dañado por los ataques aéreos aliados. Antes de la llegada de la fuerza multinacional, el aeropuerto servía como base para aviones afganos de ataque y transporte (tales como Antonov An-26, Antonov An-32 y Mikoyan-Gurevich MiG-21).
El aeropuerto es utilizado por la Fuerza Internacional de Asistencia para la Seguridad, contando con una base de apoyo avanzado junto al aeropuerto y dirigida, en su momento, por un destacamento del ejército español.
El aeropuerto ha sido modernizado con financiación de Italia y convertido en aeropuerto internacional. Desde 2012 ha tenido diferentes destinos internacionales como Dubái o Mashhad.

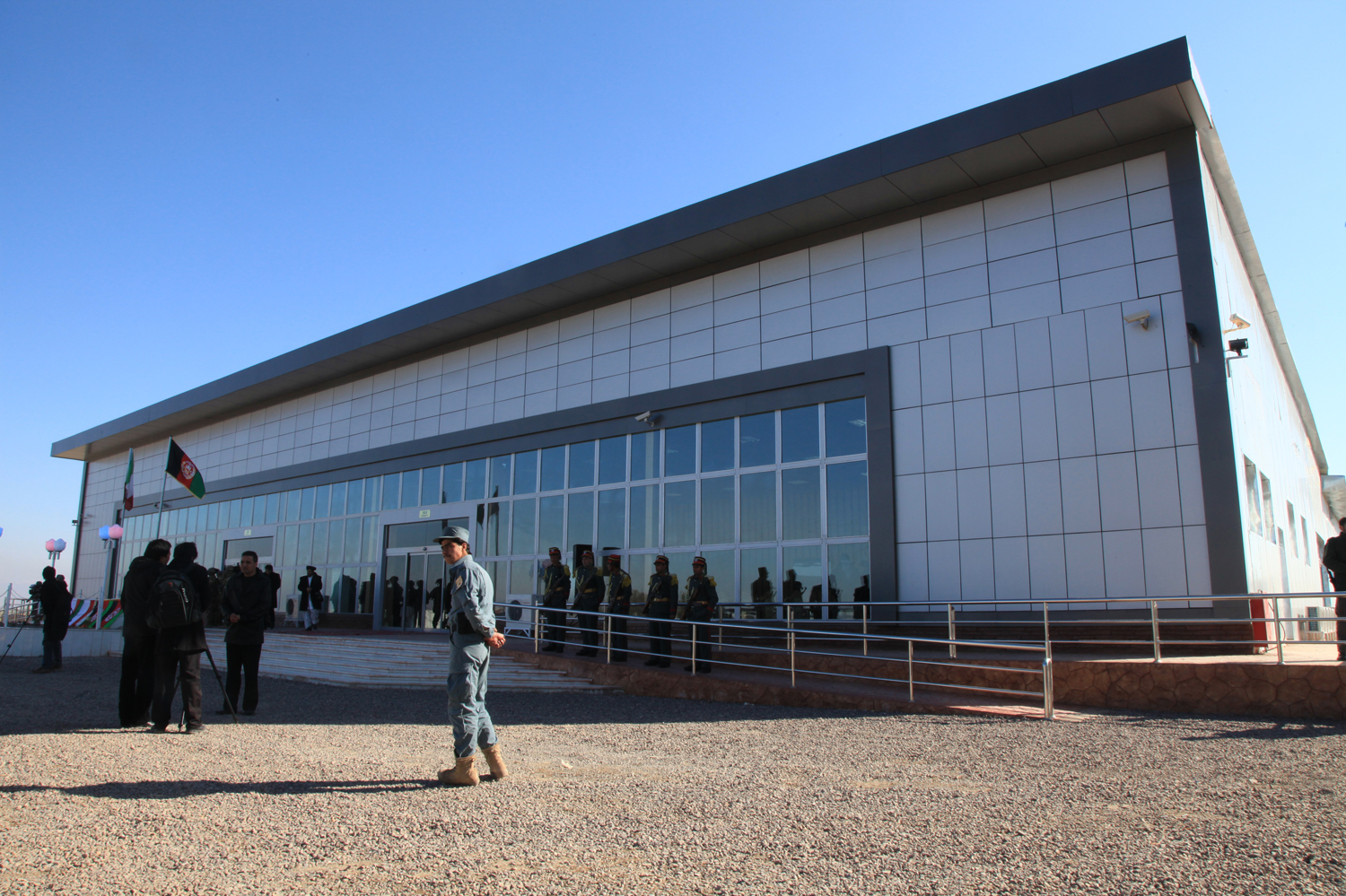
Aeropuerto Internacional de Herat en 2012

## Vuelos nacionales
| Origen      | Destino           | Nombre del aeropuerto     | Aerolínea        | Vuelos                   |
| ----------- | ----------------- | ------------------------- | ---------------- | ------------------------ |
| HEA - Herat | KBL - Kabul       | Aeropuerto de Kabul       | Kam Air - Ariana | FG 252 - RQ 102 /104/106 |
| HEA - Herat | CCN - Chaghcharan | Aeropuerto de Chaghcharan | Kam Air          | RQ 163                   |

## Vuelos internacionales

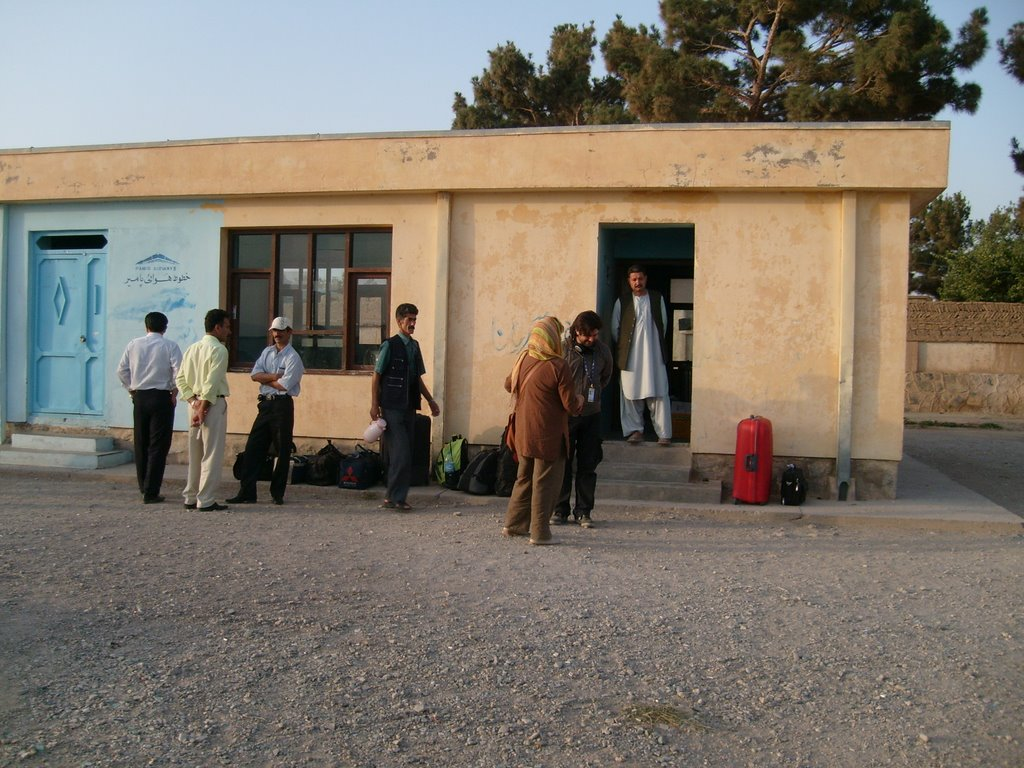
Puesto de CheckIn del Aeropuerto de Herat en junio de 2008

| Origen        | Destino                     | Nombre del aeropuerto                  | Aerolínea | Vuelos |
| ------------- | --------------------------- | -------------------------------------- | --------- | ------ |
| (HEA) - Herat | (JED) - Yeda Arabia Saudita | Aeropuerto Internacional Rey Abdulaziz | Kam Air   | RQ2045 |
| (HEA) - Herat | (DEL) - Delhi India         | Aeropuerto Internacional Indira Gandhi | Ariana    | FG311  |

Fuente: Flighmapper.net